# TOKYO MER～行動急診室～
《TOKYO MER～行動急診室～》是日本TBS電視台於2021年7月4日至9月12日播出的周日劇場，由鈴木亮平主演。
台灣由KKTV、friDay影音自7月5日起每週一跟播。香港由myTV SUPER自7月6日起每週二點播。2021年9月宣布將於10月27日於部分亞太地區Disney+上架。
電影版於2023年4月28日上映。電影上映紀念特別篇「TOKYO MER〜隅田川任務〜」於同月16日播出。

## 登場人物

### 主要人物
- 喜多見幸太〈38〉：鈴木亮平[1]（幼年時期：桑名愛斗）（香港配音：關令翹、陳琴雲（幼年時期）；台灣配音：蔣鐵城）

本作的主角，涼香的親哥哥。急救醫生，急救醫療團隊「TOKYO MER」的主任。這部作品的主角。畢業於紐約醫科大學。5年前和高輪千晶離婚。在「有些生命不能透過等待來挽救」的政策下，我們將透過在危險的環境中登機來開展挽救生命的活動。因此，他一有空，就會努力鍛煉肌肉，並誇耀著不像醫生那樣的強壯身體。從隸屬於國際醫療機構醫療隊，在設施不足的戰場上從事救生活動的經歷來看，作為醫生的技能和判斷力非常高，即使有幾十人受傷，立即給予優先權，從上述情況來看，迅速採取措施。作為一名醫生，他有著非常強烈的責任感和使命感，如果他想救眼前的病人，即使身居高位，他也不會害怕提出自己的意見和建議。1992年，他在賓夕法尼亞州的一次槍擊事件中失去了父母。在海外從事醫療工作的時候，因為把被槍擊的恐怖分子椿作為患者藏了起來，所以被懷疑是恐怖分子的同伴，被關進了國外的監獄一年。在第八話觸電命危，被MER隊員在事故現場急救後保住了性命。之後於空白經歷中被監禁一年的過往被所有MER成員知道了。在本劇第10話失去妹妹涼香後一度無法振作，更在MER最終審查會的前一天向其他MER成員表示MER理應解散，後來在前妻高輪的鼓勵下重新找回自己的信念。
- 音羽尚：賀來賢人[4]（香港配音：李致林；台灣配音：宋昱璁）

厚生勞動省的年輕精英官僚，也是一名醫生，後來奉白金真理子之命加入「TOKYO MER」。表面上是為了評估“TOKYO MER”，在背後卻受到了厚生勞動白金大臣的MER解體密令，暗地收集MER體系的不利事證，但與MER團隊相處中，同時身為官員和醫生的他良心動搖。曾經有過因為母親經濟上的理由和醫療制度不完善而無法接受充分的醫療而去世的過去，為了糾正這種醫療制度的不平等，他在擁有醫師執照的前提下，以醫療技術官身分入職厚生勞動省。最終發現喜多見幸太“空白的一年”的經歷，是因恐怖分子的嫌疑而在海外被監禁了一年，並掌握了事實證據。但在厚生勞動省的MER評估報告上，他謊稱喜多見那一年因為重症型登革熱的感染進行隔離治療，而沒有讓MER解體。在第十一話最後成為MER的統籌官。
- 弦卷比奈〈25〉：中條彩未[5]（香港配音：凌晞；台灣配音：李昀晴）

以心臟外科醫生為目標的實習醫生。由於需要完善的系統來處理患者及其家屬的醫療與需要現場即時判斷的救命緊急情況之間存在差距，她對於TOKYO MER的兼任工作感到不滿，但身處險境的她，透過喜多見挺身而出、挽救患者生命的態度，讓她作為一名醫生面對眼前的生活有了強烈的使命感，並逐漸成長起來。
- 千住幹生：要潤[6]（香港配音：蘇強文；台灣配音：孟慶府）

東京消防廳特別救助隊中的最精銳「即應對處部隊」中的隊長。於MER初立進行首次任務，喜多見為了病患而衝進危險的救助現場，視其為赤塚梓政治作秀的行徑而與喜多見對立。之後數次事故現場兩人協力克服困境，增强了信賴關係。在第9話因救援行動自我犧牲吸入大量高濃度的二氧化碳而倒下一度命危，被喜多見在現場奮力急救後保住了性命。
- 喜多見涼香：佐藤栞里[7]（香港配音：黃昕瑜；台灣配音：楊凱凱）

幸太的親妹妹。作為支持兒童患者及其家屬的NPO法人的工作人員出入東京海濱醫院，通曉手語、廚藝精湛。始終堅定支持哥哥的活動。在第10話在椿刻意安排給涼香的炸彈爆炸中被水壺炸彈炸死犧牲。
- 藏前夏梅〈33〉：菜菜緒[6]（香港配音：詹健兒；台灣配音：陳貞伃）

經驗豐富、精通急救醫療的資深護士。同時也是一位母親，有一個女兒桃花。
- 高輪千晶：仲里依紗（香港配音：劉惠雲；台灣配音：李昀晴）

心臟血管外科醫生，進行著日本境內大比例心臟移植手術的卓越醫師，目前為喜多見幸太的同事，另一個隱藏身分為喜多見幸太前妻。
- 赤塚梓：石田百合子[6]（香港配音：陸惠玲；台灣配音：楊凱凱）

東京都知事，「TOKYO MER」的創立人。以前是新聞記者。傳聞打算參選國會議員，下任內閣總理大臣(日本首相)熱門人選之一，是白金真理子的最大競爭對手，政壇戲稱兩人是紅(赤)白對抗。MER出動時，她經常出現在危機管理對策辦公室，有時會透過查看現場情況進行指示。
- 青戶達也：伊藤淳史（特別篇）[8]

厚生勞動省派遣的醫生。

### TOKYO MER
- 冬木治朗〈46〉：小手伸也[6]（香港配音：潘文柏；台灣配音：孟慶府）

麻醉科醫生。作為麻醉師的科技高超，隊伍最年長，隊伍氣氛開始惡化時，會率先設身處地的氣氛製造者。雖然已經結婚了，但總是因為工作繁忙和妻子擦肩而過，因為大環境的疫情影響，使得周遭居民對身為高危身分的醫護人員充滿了抗拒心理，因此大約一年前就在醫院附近租了房子，和家人分開住了。他被任命為MER的副主任。
- 德丸元一〈27〉：佐野勇斗[6]（香港配音：曹啟謙；台灣配音：宋昱璁）

臨床工學技士，各種醫療儀器專家。同時擔任MER車的司機。兼任病房醫療器械的維護檢查工作。同時能嫻熟的駕駛摩托車並操緃無人機載物。
- 黃蘭敏〈28〉：Phongchi（香港配音：魏惠娥；台灣配音：楊凱凱）

越南出身的護士。以經濟合作協定來日本。想在日本學習最先進的醫療，普及到越南。雖然有點口音，但知道很多日本的諺語和典故成語，讓周圍的人佩服。

#### 行政機關

##### 東京都
- 駒場卓：橋本哲（香港配音：招世亮；台灣配音：陳彥鈞）

「TOKYO MER」危機管理對策室室長，前特別救助隊成員。也是千住之前的救助隊隊長，10年前在營救中受傷導致不良於行現在使用輪椅並退役轉任「TOKYO MER」危機管理對策室室長。
- 清川標：工藤美櫻[9]（香港配音：陳皓宜；台灣配音：陳貞伃）

危機管理對策室的成員。聯繫“TOKYO MER”了解損壞情況並共享資訊。報告 MER 出動的成果（輕傷、重傷和死亡人數）。
- 目黑大知：豬塚健太[10]（香港配音：陳灝瑋）

危機管理對策室的成員。向“TOKYO MER”傳達出動請求。
- 辰巳亮、凑佳宏、小菅康人：谷遼、高木慧一、湯川尚樹

東京消防廳特別救助隊中的最精銳「即應對處部隊」成員。

##### 厚生勞動省
- 白金真理子：渡邊真起子（香港配音：袁淑珍；台灣配音：陳貞伃）

厚生勞動省大臣，國會議員，下任內閣總理大臣(日本首相)熱門人選之一，擁有醫師資格，並以醫療技術官身份出仕從政，長期計畫解散政敵赤塚創立的“TOKYO MER”，最終以厚生勞動省決策者身分推翻天沼理事長解散MER的決定，並將天沼趕下台且問罪。
- 久我山秋晴：鶴見辰吾（香港配音：陳永信；台灣配音：陳彥鈞）

醫政局局長。將音羽送入“TOKYO MER”。為了得到創造理想的日本的力量，作為官員出人頭地比什麼都重要。

##### 執政黨・民自黨
- 天沼夕源〈73〉：桂文珍（香港配音：葉振聲）

本劇大反派。自由民主黨幹事長。現任職厚生勞動省，白金真理子的後盾，政治生涯中收取大量的非法政治獻金及貪污舞弊。

#### 警視廳
- 月島靜：稻森泉（香港配音：梁少霞）

公安部外事第4課長。警視正。東京大學法學部畢業。
- 高松：馬場徹（香港配音：李凱傑）

公安部刑警。月島的部下。

#### 東京海濱病院
- 深澤陽斗：佐藤寬太（香港配音：李安邦）

比奈的同期研修醫生。

#### Lasting Peace 9
- 艾略特・椿：城田優（第7、9-11集）（香港配音：梁偉德）

本劇終極大反派。LP9恐怖組織成員。

### 其他人物

#### 第1話
- 長島芽衣：鈴木結和（香港配音：N/A）

巴士和卡車相撞事故的受害者。雖然陷入了心停止狀態，但透過喜多見的處理保住了性命。
- 芽衣的母親：森林永理奈（香港配音：鄭麗麗）

- 上野誠：荒川大三朗（香港配音：N/A）

與巴士發生碰撞事故的卡車司機。在喜多見的事故現場處理後保住了性命。因群眾懷疑是上野誠駕駛途中瞌睡而造成事故，使得第一時間進行救護的MER遭到嚴厲抨擊，爾後由目擊者指出上野誠是為了躲避跑出車道的小學生才緊急轉向。
- 上野實步：入來茉里（香港配音：林元春）

上野誠的女兒。
- 小學生：森田拳（香港配音：N/A）

因為從人行道上跳到了上野誠駕駛的卡車前，造成了卡車和巴士相撞事故的發生。
- 根津雅弘：奧野瑛太（香港配音：張方正）

東京消防廳應對部隊成員。在確認拆卸工作現場發生的煤氣爆炸事故倖存者時，被再次氣爆炸傷，因鋼筋穿刺大腿而動彈不得。喜多見和音羽不顧煤氣再度爆炸的危險，衝入事故現場將人救出。

#### 第2話
- 足立明音：伊禮姬奈（香港配音：成瑤孆）

女中學生被捲入鐵骨掉落事故。由於左脚被鋼骨壓迫而引發擠壓症候群，一時陷入心臟停止狀態，在喜多見的處理後保住了性命。
- 吹上里奈：Yoshiko（香港配音：曾秀清）

在神社的祭祀會場，攤子上的燃料罐爆炸，小健的母親。由於小腹壁動脈的大量出血而陷入瀕死狀態,在喜多見的處理後保住了性命。

#### 第3話
- 新井將兵：山田純大（香港配音：陳欣）

SIT隊長。因喜多見幸太為了救出香織而強行越過警戒線進入槍擊現場，而與他對峙，但最終決定遵從自己的意志違背警視聽管理室高層指令轉而協助喜多見幸太，強行突入餐廳挽救日葵和中野的性命。
- 澀谷香織：森脇英理子（香港配音：鄭麗麗）

日葵的媽媽。前夫品川的暴力事件非常嚴重，她帶著日葵逃走，並住在飲食店工作。被品川用刀捅傷內臟失血不止，在喜多見團隊救護後性命無虞。
- 品川樹：川島潤哉（香港配音：李錦綸）

日葵之父。為了帶回從自己身邊逃走的香織和葵而進入了香織工作的飲食店，用刀和手槍無差別地襲擊在場的人，並將葵作為人質脅持並要求被人救走的香織返回。
- 藏前桃花：北平妃璃愛（香港配音：葉曉欣）

夏梅的女兒。
- 真純：橘美緒（香港配音：陳琴雲）

桃花上幼兒園的保育員。
- 澀谷 日葵：加藤柚凪（香港配音：何璐怡）

香織和品川的女兒。被親生父親品川劫持為人質。患有一型糖尿病，對杏仁過敏，品川樹在她注射胰島素後血糖低落時餵食杏仁巧克力，導致葵嚴重過敏陷入休克，夏梅在不知情的狀況下帶著葡萄糖針前來注射後，小葵狀況一度惡化變得呼吸困難，在警察冒險救出並送到ER車後，喜多見團隊妥善處理下保住了一命。
- 中野悟志：濱正悟（香港配音：李凱傑）

SIT主任。破門突襲並救出人質的過程中，為了掩護夏梅離開而遭到品川槍擊左鎖骨下動脈，陷入30分內失血死亡的危機，在警察團隊以護盾掩行及TOKYO MER合作下於最後一刻及時救上ER車，並在無防彈能力ER車連續遭受槍擊的過程中進行搶救，最終手術完成性命無虞。
- SIT狙擊手：敬太（香港配音：雷霆）

SIT的狙擊手。
- 住吉：白石朋也（香港配音：劉奕希）

警視廳理事官。原定將女性警員偽裝成醫護送進餐廳見機行事，但遭到喜多見反對，認為日葵極有可能需要根據情况給她注射葡萄糖或藥物，沒有醫療背景的女警無法獨立完成。但考慮將普通人捲入需承擔風險以及顧慮警視聽的顏面雙方相持不下，後都知事赤塚介入據理力爭後最終同意MER聯合救出SIT主任中野的作戰。
- 特殊犯罪對策官：大西武志（香港配音：翟耀輝）

認為把平民的夏梅作為人質交給槍擊犯是警方的耻辱，想要制止。
- 參事官：中田春介（香港配音：盧國權）

對派遣夏梅表示為難，說如果在應對脅持犯方面發生意外的話，可不是光讓警視總監下台就能解決的。
- 搜查一課長：森下仁世（香港配音：葉振聲）

覺得把夏梅送到脅持犯的身邊的話對警察組織來說將會信譽掃地，指示由女性警員前往現場。

#### 第4話
- 小山希望：高橋優（香港配音：張頌欣）

東京海濱醫院的醫生。負責攜帶移植給汐里的心臟返回東京海濱醫院，在轉移過程中捲入隧道崩塌事故，被困在被崩塌的天花板壓壞的車內而負傷昏迷，仍然拚命保護移植的心臟。在喜多見的處理後保住了性命。
- 平原汐里：福室莉音（香港配音：陳皓宜）

等待心臟移植的捐贈者的患者。移植手術開始前發生了隧道塌陷事故，雖然移植心臟沒有在原本預定時間內到達，但高輪千晶最終趕在心臟有效的極限時間內進行手術結果移植成功。
- 汐里的父母：水野智則、澤口夏奈子（香港配音：張錦江、謝潔貞）

在高輪說明原定移植的心臟因隧道崩塌事故而無法到達後，為了女兒的命跪地流淚懇求高輪一定要進行移植手術。
- 高田憲明：森本伸（香港配音：葉振聲）

移植中心派遣的駕駛員。在運送移植心臟的過程中被捲入了隧道崩塌事故。因為離車查看現場環境於隧道口附近受傷昏迷，在救援到達後第一時間被救出了。

#### 第5話
- 立花彩乃：河井青葉（香港配音：曾秀清）

東京海濱醫院因妊娠高血壓症和宮頸管長縮短，為了剖腹產手術入院的孕婦。坐在凉香運送的輪椅上，與天沼夕源、音羽及涼香一起被困在因火災而緊急停止的電梯裏。在電梯內破水，由於臍帶脫落，胎兒面臨因心肺停止而死亡的危機，但是在電梯內，在音羽和喜多見的處理後胎兒保住了性命。

#### 第6話
- 冬木壯太：潤浩（香港配音：葉曉欣）

冬木治朗的兒子。府中櫻小3年。相信治朗虛榮是MER的副主任，向周圍的人炫耀自己的父親，在山中被虎頭蜂襲擊而離開登山道，為了避難時脚骨折的朋友而去尋找夾板，結果被虎頭蜂蜇了一下而倒下。過去父親和自己都被虎頭蜂蜇了，接著被蜂蜇的話，有可能會因為蜂毒過敏而變得嚴重，被喜多見送到ER車而保住了性命。
- 冬木的妻子：小林音子

雖然和丈夫治朗因為工作上的分歧處於分居狀態，但透過報導確認了他在MER上的活躍程度，並以壯太遇難事件為契機聯系治朗回到自己家。
- 和田一久：宇都宮太良

府中櫻小學3年級。壯太的同學。
- 大崎拓也：柳下晃河

府中櫻小學3年級。壯太的同學。被虎頭蜂襲擊離開登山道在山中遇難。
- 小島駿介：加藤瑛斗

府中櫻小學3年級。壯太的同學。在定向訓練中被虎頭蜂襲擊避難的時候，腳骨折了。
- 清水：久保田南美（香港配音：林元春）

府中櫻小壯太的班主任。

#### 第7話
- 卡爾納：BREEZE（香港配音：鍾見麟）

外國勞動者。日本理科大學的清掃員。恐怖分子盜竊了日本理科大學的藥品庫中的有機磷類化合物，被要求進行現金交換的交易，但拒絕了。日後，由於清掃公司的恐怖活動產生的神經煤氣而陷入身體不適，被MER照顧。在社長的山谷中被壓迫著沉默著，但他向MER表明包括哥哥馬爾吉在內的16名非法就業的外國人被困在爆炸的建築物內。
- 馬爾吉：TEARE

卡爾納的哥哥。16名非法就業的外國人中的一人。日本理科大學的清掃員。遭遇清掃公司發生的神經煤氣·炸彈恐怖攻擊的牽連，成為瓦礫的墊板右肺被擊潰，不過，透過之後到達的ER車的緊急手術保住了性命。
- 山谷：春海四方（香港配音：林國雄）

清掃公司社長。因為讓16個非法就業的外國人工作，為了隱瞞這件事，持有就業簽證的卡魯納在神經毒氣導致身體不適的時候也堅持說是食物中毒，想要趕走MER。

#### 第8話
- 西原真琴：黑田古蘭（香港配音：謝潔貞）

八王子野澤醫院的護士長。與MER的成員協力應對因停電而喪失電源而無法使用生命維持裝置的患者的處理。
- 野澤：諏訪太朗（香港配音：黃子敬）

八王子的野澤醫院的院長。雖然做了闌尾炎的葉月的手術，但是在手術中發生了停電導致電源喪失的事故，不得不中斷手術，手術室的自動門無法打開，無法向外部搬運的時候，喜多見等人趕來救助。在將患者葉月送往ER車的過程中，停電後在黑暗的醫院內摔倒頭部受傷，但與護士長西原等人一起處理患者。
- 關口葉月：渡邊優奈

闌尾炎患者。由於闌尾炎開腹後不久，由於電源喪失而中斷手術，因闌尾破裂而引起泛發性腹膜炎，由於引發敗血症性休克而瀕臨生命危機，但被送到ER車接受了闌尾切除術和清洗止血術的處理，保住了性命。
- 葉月的母親：今藤洋子（香港配音：沈小蘭）

#### 第9話
- 阿倫索·卡羅·曼德斯：INGO

駐日巴魯納共和國大使。在大使館的地下停車場進行汽車發動機維護時，由於滅火設備故障而噴出的高濃度二氧化碳大量吸入而倒下。
- 檢修人員：林和義（香港配音：葉振聲）

來檢查大使館滅火設備的業者之一。由於設備故障，吸入了高濃度的二氧化碳而倒下。

#### 第10話
- 大杉円佳〈22〉：大幡詩繪理（香港配音：葉曉欣）

關東醫科大學醫學部大四學生。被椿在大學內設定的炸彈炸傷。由於大量腹腔內出血和左大量血胸造成的重度出血性休克導致心停止。，之後被趕到現場的MER的成員們送往ER車，被給予腎上腺素後恢復了呼吸。因為感染症的流行，沒有生活費，打工也不行，决定退學的時候，被在SNS上認識的椿所懷柔，作為椿的內應把出現在救命現場的喜多見的樣子都一一用智能手機向椿報告。
- 中里

關東醫科大學講師。被椿在大學校內設定的炸彈轟炸，頭部和胸部的外傷導致意識障礙和休克狀態。
- 關東醫科大學的醫學生們：樫尾篤紀、黑木光、岡田龍太郎、增田朋彌、岡田愛、小平大智、池田匡志（香港配音：羅孔柔、李鎮然、胡家豪、鄧志堅、張方正、張頌欣）

關東醫科大學醫學部大四學生。因為SNS的情報而把趕到急救現場的喜多見視為恐怖分子，在去準備室籌措醫療器具的時候將他監禁在室內，但音羽卻斥責他們誤信網上謠言，後來他們為要拯救講師中里的生命需要喜多見的協助解决了喜多見的監禁後，協助MER的救命活動、中里和大杉他們將其搬送到校舍外面。
- 南：三浦誠己（香港配音：雷霆）

公安部外事第4課的刑警。理事。月島的右腕般的存在，代替本部的月島，在關東醫科大學發生的炸彈爆炸事件中擔任搜查的指揮。有為了椿的搜查而去美國的過去。
- 三好：內村遙（香港配音：蕭徽勇）

公安部的刑警。南的部下。
- 院長：藤田宗久（香港配音：朱子聰（第2集，第5集）→盧國權）

東京海濱醫院院長。喜多見被懷疑是恐怖分子，被世人視為問題，在MER解散或存續最終審查會得出結論之前，MER的活動是否能休止，向喜多見逼近。
- 副院長：小野塚老（香港配音：陳欣）

東京海濱醫院副院長。喜多見被懷疑是恐怖分子，媒體聚集在醫院前，批判的電話和郵件也相繼出現，事務職員在苦惱於應對的情况下，對喜多見忠告說這樣下去會給患者帶來麻煩。

#### 第11話
- 大橋：桜井聖（香港配音：李錦綸）
- 宮坂宏樹：大塚ヒロタ（香港配音：陳卓智）
- 刑事：黒岩司（香港配音：麥皓豐）

## 製作人員
- 編劇：黑岩勉
- 企劃：高橋正尚
- 配樂：羽岡佳、齋木達彥、櫻井美希
- 主題曲：GReeeeN（燈火）（ZEN MUSIC／UNIVERSAL MUSIC JAPAN）
- 醫療監修：關根和彥、淺利靖、長谷川剛
- 醫事指導：北里大學病院 救急救命・災害醫療中心
- 看護指導：堀繪里香、柳原里枝子
- 消防防災顧問：Sunny Kamiya
- 消防協力：東京消防廳
- 救援指導：幾田雅明
- 警察指導：伊藤鋼一
- 音響效果：石井和之
- 特殊造型：松井祐一
- 動作指導：川澄朋章
- 導演：松木彩、平野俊一、大内舞子、泉正英
- 製作人：武藤淳、渡邊良介（大映電視）、八木亞未（大映電視）
- 製作著作：TBS電視台

## 得獎紀錄
- 第109回日劇學院賞
  - 最優秀作品賞
  - 主演男優賞：鈴木亮平
  - 助演男優賞：賀來賢人
  - 助演女優賞：菜菜緒
  - 導演賞：松木彩、平野俊一、大内舞子、泉正英

## 播出日程
- 收視率最高值以紅色表示，收視率最低值以藍色表示。

| 集數                                                                       | 播出日期       | 標題                                                                                | 導演     | 收視率 | 備註       |
| -------------------------------------------------------------------------- | -------------- | ----------------------------------------------------------------------------------- | -------- | ------ | ---------- |
| 第1話                                                                      | 2021年 7月4日  |                                                                                     | 松木彩   | 14.1%  | 加長25分鐘 |
| 第2話                                                                      | 7月11日        |                                                                                     | 松木彩   | 14.3%  | 加長15分鐘 |
| 第3話                                                                      | 7月18日        |                                                                                     | 平野俊一 | 14.4%  |            |
| 第4話                                                                      | 7月25日        | [トンネル崩落! 移植手術へ命のタイムリミット] 错误：{{Lang}}：无效参数：\|4=（帮助） | 平野俊一 | 10.1%  |            |
| 第5話                                                                      | 8月1日         |                                                                                     | 松木彩   | 10.8%  | 延遲25分鐘 |
| 第6話                                                                      | 8月8日         |                                                                                     | 大內舞子 | 8.4%   |            |
| 第7話                                                                      | 8月15日        |                                                                                     | 平野俊一 | 15.0%  |            |
| 第8話                                                                      | 8月22日        |                                                                                     | 松木彩   | 14.5%  |            |
| 第9話                                                                      | 8月29日        |                                                                                     | 泉正英   | 15.0%  |            |
| 第10話                                                                     | 9月5日         |                                                                                     | 平野俊一 | 13.5%  |            |
| 最終話                                                                     | 9月12日        |                                                                                     | 松木彩   | 19.5%  | 加長15分鐘 |
| 平均收視率 13.6%（收視率由Video Research調查關東地區、家戶的即時統計資料） |                |                                                                                     |          |        |            |
| 特別篇                                                                     | 2023年 4月16日 |                                                                                     | 松木彩   | 12.7%  |            |

## 獎項
| 年份   | 名稱              | 獎項       | 入圍者/得獎者                      | 結果 |
| ------ | ----------------- | ---------- | ---------------------------------- | ---- |
| 2021年 | 第109回日劇學院賞 | 最佳作品   | TOKYO MER～行動急診室～            | 獲獎 |
| 2021年 | 第109回日劇學院賞 | 最佳男主角 | 鈴木亮平                           | 獲獎 |
| 2021年 | 第109回日劇學院賞 | 最佳男配角 | 賀來賢人                           | 獲獎 |
| 2021年 | 第109回日劇學院賞 | 最佳女配角 | 菜菜緒                             | 獲獎 |
| 2021年 | 第109回日劇學院賞 | 最佳劇本   | 黑岩勉                             | 提名 |
| 2021年 | 第109回日劇學院賞 | 最佳導演   | 松木彩、平野俊一、大內舞子、泉正英 | 獲獎 |

## 電影

### 第1作
《電影版TOKYO MER：行動急診室》於2023年4月28日在日本上映；在台灣，friDay影音於2024年2月10日上架此電影。

#### 登場人物
- 潮見知廣：傑西（SixTONES）[24]（台灣配音：陳彥鈞）

分配到「TOKYO MER」的實習醫生。
- 鴨居友：杏（台灣配音：陳貞伃）

YOKOHAMA MER的主任醫生。
- 元町馨：古川雄大[25]（台灣配音：孟慶府）

YOKOHAMA MER的副主任醫生。
- 兩國隆文：德重聰[25]（台灣配音：孟慶府）

現任厚生勞動省大臣。「YOKOHAMA MER」創立人之一。

#### 製作人員
- 導演：松木彩
- 編劇：黑岩勉
- 配樂：羽岡佳、斎木達彥、櫻井美希
- 企画・製作人：高橋正尚
- 製作人：八木亞未、辻本珠子
- 特別協力：三菱地所、三菱地所PROPERTY MANAGEMENT
- 消防特別協力：東京消防廳、橫濱市消防局
- 製片商：TBS電視台
- 發行商：東寶
- 製作：劇場版「TOKYO MER」製作委員會

#### 主題曲
《Symphony》
演唱 - 平井大（avex trax）

### 第2作
《電影版TOKYO MER：行動急診室 南海任務》於2025年8月1日在日本上映。

#### 登場人物
- 牧志秀實：江口洋介[27]

南海MER的主任醫生候補。興趣是釣魚。
- 常盤拓：高杉真宙[27]

南海MER的護士兼臨床工學技士。搭載手術室的中型MER車NK1的司機兼維護檢查工作員，以及可搭載NK1的渡船NK0的操舵手。
- 知花青空：生見愛瑠[27]

南海MER的護士兼臨床工學技士。NK0的操舵手。
- 武美幸：宮澤艾瑪[27]

南海MER的麻醉科醫生。
- 麥生伸：玉山鐵二[27]

島上的漁師。為了受災的島上居民，與南海MER一起奮鬥。

#### 製作人員
- 導演：松木彩
- 編劇：黑岩勉
- 配樂：羽岡佳、斎木達彥、櫻井美希
- 企画・製作人：高橋正尚
- 製作人：八木亞未
- 製片商：大映電視
- 發行商：東寶
- 製作：劇場版「TOKYO MER」製作委員會

#### 主題曲

演唱 - back number（日本環球音樂）

## 外部連結
- 官方网站（日語）
  - TOKYO MER～行動急診室～的X（前Twitter）（日語）
  - TOKYO MER～行動急診室～的Instagram帳戶（日語）
  - TOKYO MER～行動急診室～的TikTok（日語）
- 緯來日本台官方網站 （页面存档备份，存于）（繁體中文）
- 在Disney+上觀看《TOKYO MER～行動急診室～》
- 劇場版TOKYO MER～行動急診室～
- 劇場版TOKYO MER～行動急診室～南海任務

| 日本 TBS電視台 周日劇場                      | 日本 TBS電視台 周日劇場                                 | 日本 TBS電視台 周日劇場 |
| -------------------------------------------- | ------------------------------------------------------- | ----------------------- |
|                                              | TOKYO MER～行動急診室～ （2021年7月4日－2021年9月12日） |                         |
| 東大特訓班2 （2021年4月25日－2021年6月27日） | 日本沉沒-希望之人- （2021年10月10日－2021年12月12日）   |                         |

| 臺灣 緯來日本台 每週六 22:00 - 23:00       | 臺灣 緯來日本台 每週六 22:00 - 23:00                    | 臺灣 緯來日本台 每週六 22:00 - 23:00 |
| ------------------------------------------ | ------------------------------------------------------- | ------------------------------------ |
|                                            | TOKYO MER 東京救難英雄 （2021年7月10日－2021年9月18日） |                                      |
| 東大特訓班2 （2021年5月1日－2021年7月3日） | 日本沉沒-希望之人- （2021年10月16日－2021年12月18日）   |                                      |

| 臺灣 緯來日本台 每週一～五 22:00~23:00     | 臺灣 緯來日本台 每週一～五 22:00~23:00         | 臺灣 緯來日本台 每週一～五 22:00~23:00 |
| ------------------------------------------ | ---------------------------------------------- | -------------------------------------- |
|                                            | 東京救難英雄 （2021年10月21日－2021年11月4日） |                                        |
| 深夜醫生 （2021年10月5日－2021年10月20日） | 女警執勤中 （2021年11月5日－2021年11月17日）   |                                        |

| 香港 J2 星期六、日23:30-24:30 · 4月30日暫停播映                                                                              | 香港 J2 星期六、日23:30-24:30 · 4月30日暫停播映          | 香港 J2 星期六、日23:30-24:30 · 4月30日暫停播映 |
| --- | -------------------------------------------------------- | ----------------------------------------------- |
| | TOKYO MER～流動急症室～ （2022年4月23日－2022年5月29日） |                                                 |
| （星期六） 高手有請（重播） （2022年4月9日－2022年4月16日）（星期日） 寵物大本營（第十五輯） （2022年3月6日－2022年4月17日） | 日本沉沒-希望的人- （2022年6月5日－2022年）              |                                                 |